# Le Grand Canal devant Santa Croce
Le Grand Canal devant Santa Croce est un tableau attribué au peintre italien Bernardo Bellotto. Probablement peint vers les années 1740, il est conservé à la National Gallery de Londres.

## Description
La veduta représente le Grand Canal de Venise avec quelques bateaux, dont la péniche Burchiello à gauche, qui faisait la liaison entre Venise et Padoue ; au premier plan à droite, on voit l'église de Santa Croce.

## Style et attribution
La peinture provient d'un dessin de Canaletto conservé dans la Royal Collection de Windsor, probablement réalisé dans les années 1730. L'attribution la plus plausible est celle faisant référence à Bellotto, neveu du célèbre paysagiste. Une vue similaire (également dans le patrimoine de la Royal Collection) a été gravée par Antonio Visentini, tandis que la partie droite de la vedute est reprise dans un autre tableau de la National Gallery, Santa Croce sul Canal Grande, de l'atelier de Canaletto.

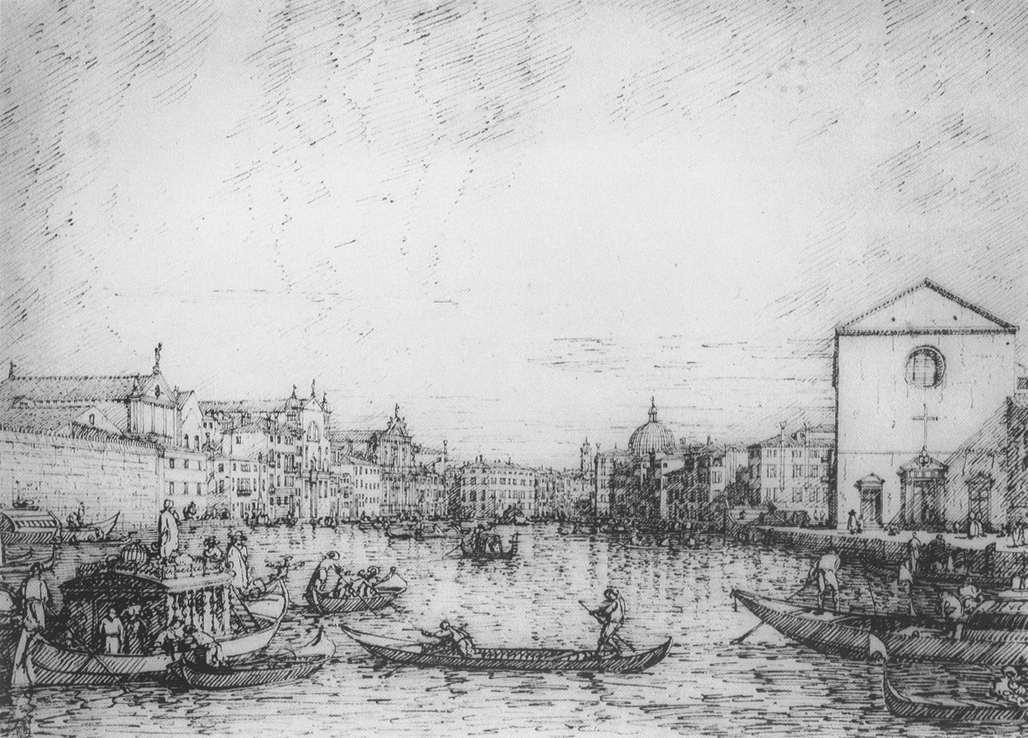
Canaletto, le Grand Canal vu du nord-ouest, de Santa Croce à San Geremia, vers 1730-40, Windsor, Royal Collection.
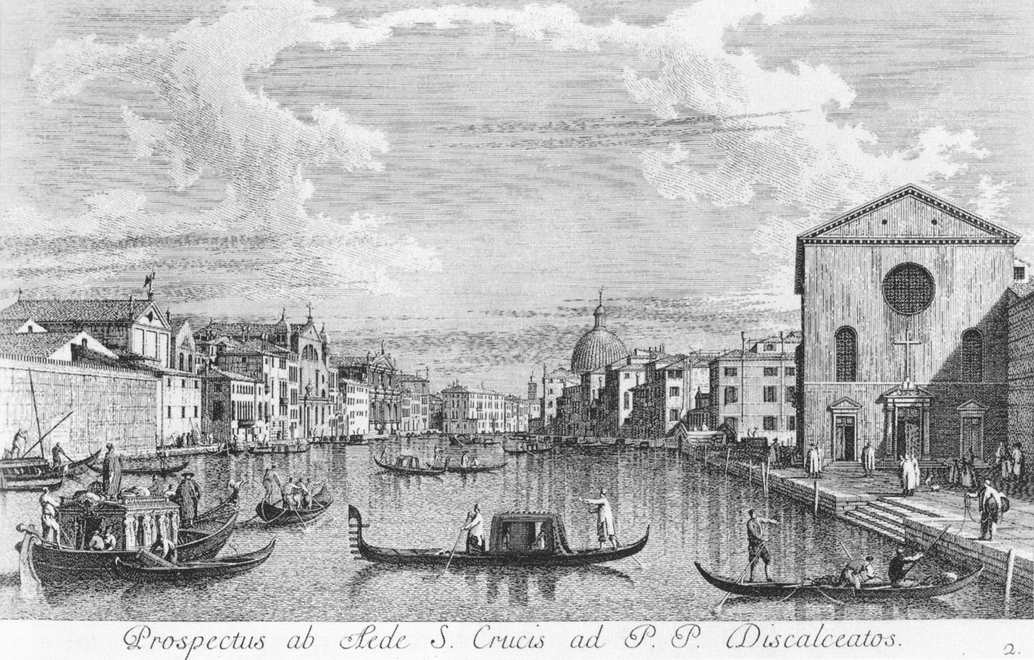
Antonio Visentini, Le Grand Canal de Santa Croce vers l'est, 1742, Windsor, Royal Collection.
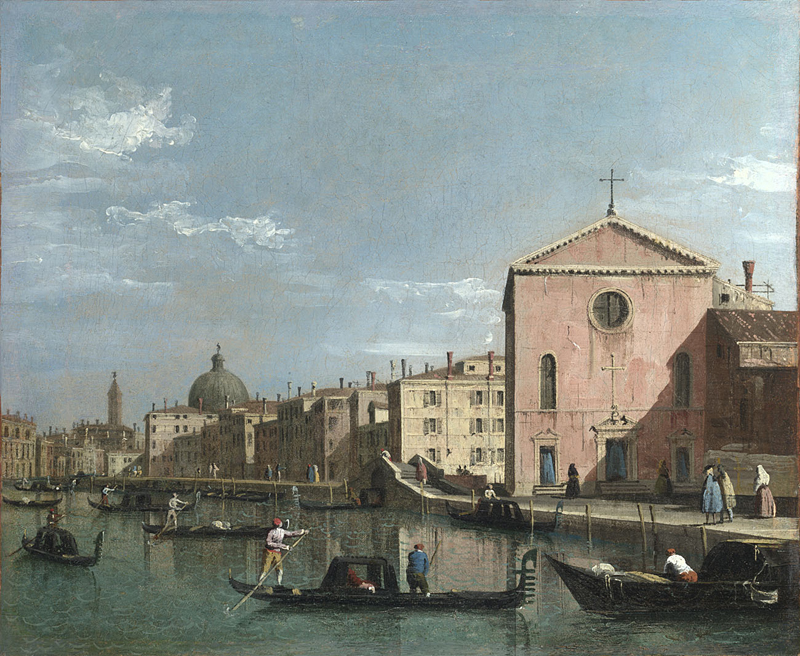
Disciple de Canaletto, Santa Croce sul Canal Grande, après 1738, Londres, National Gallery.